# Damaris Disner
Damaris Disner Lara (nacida el 3 de octubre de 1975) es una dramaturga que ganó el segundo Concurso Nacional de Literatura para Niños y Niñas, en la categoría de Dramaturgia en el (2021). Es también una promotora cultural, periodista, y profesora de arte.

## Vida personal
Disner es la hija más joven del artista plástico y muralista en cerámica Rodolfo Disner Claveria. Nace en la Ciudad de México en 1975. Empieza a escribir alrededor de la edad de 14 años. Vive su infancia en Tonalá, un sitio costero donde  estudió escuela primaria y secundaria en el colegio religioso La Rosa. Actualmente vive y trabaja en la capital de Chiapas: Tuxtla Gutiérrez.

## Estudios
Tiene un grado en Ciencias de Comunicación por la Universidad Autónoma de Chiapas (UNACH). En el 2021 estudió el Seminario para Creadores de Literatura Infantil y Juvenil, convocado por la Fundación SM México y Fundación para las Letras Mexicanas. Fue miembro  del Taller de Creación Literaria de Yolanda Gómez Fuentes en el Centro de Convivencia Infantil. En el 2006 participó en el Seminario de Poética y Narrativa de la Escuela de la Sociedad General de Escritores de México (SOGEM), en San Cristóbal de las Casas. En 2005  estudió dramaturgia con Bertha Hiriart, y durante 2004 con Enrique Polo Keratry.

## Carrera creativa
Su obra literaria incluye prensa cultural: artículos en diarios del estado y revistas nacionales. También escribe la literatura de los niños, obras de teatro, mini-ficción, haikus y otras formas de poesía. Disner se considera curiosa por vocación y es también una amante del espíritu felino, y busca romper la monotonía y el desencanto con sus palabras. Afirma que en los trabajos para niños, se propone desenredar los miedos de la niñez, desde la perspectiva de la adulta que aprende a ser.

## Artículos
Ha publicado en varios diarios culturales mexicanos y revistas. Fue editora  de la sección de Cultura de El Heraldo de Chiapas, de 2007 a 2010, donde  fundó y coordinó el suplemento de los niños Pingoletras. Editó la revista Tú las Traes con el apoyo de Alas y Raíces a los Niños del Coneculta, Chiapas.

## Libros y juegos
Ha participado en seis antologías, entre ellas: Mujeres en la Minificción Mexicana.
Cáscara de Mar es una memoria tradicional, un juego que propone para encontrar, en un revoltijo de letras, dibujos por Juventino Sánchez, y haikus por Disner. Así que encontramos un elemento literario en este juego: una de las tarjetas es un dibujo y la otra, la cual  tenemos que encontrar para emparejarlo, es un haiku, un  poema de tres líneas.

## Teatro
En 2017,  presentó la obra de teatro Leimotiv, producida por Confines Teatro.
Su primera obra de teatro es el libro titulado La noche que habitamos, del 2007. Otro de sus trabajos es La Siguiente Esquina, del 2015. Entre las puestas de escena de su autoría están Telemilio, del 2005, y Pitukali, del 2006.

## Promotora cultural
Desde el 2 de marzo del 2013, creó y ha dirigido el espacio Rodolfo Disner Galería, cuyo nombre es en honor de su padre, un artista visual renombrado de Chiapas. Está localizada en la ciudad de Tuxtla Gutiérrez, la capital de Chiapas. En este espacio, establece un enlace entre niños locales y el mundo de creación, con actividades relacionadas con cultura, arte, literatura, música, y teatro.

## Premios
Disner ganó el 2.º. Concurso de Literatura Nacional para Niños y Niñas, en la categoría de dramaturgia en el (2021). 
También recibió una beca en el 2006, por el Programa de Creación y Desarrollo Artístico (PECDA).